# Баал Шем Тов
Баал Шем Тов (на идиш: בעל שם טוב) е полски равин, основоположник на хасидизма.
Сведенията за живота му са главно от легенди сред негови последователи, включващи множество сведения за извършвани от него чудеса. Той изглежда е роден около 1700 година край крепостта Окопи Свиентей Тройци (днес Окопи в Украйна) като Израел бен Елиезер. Останал рано сирак, той учи в местно училище, започва кариера като духовно лице, пътува много и изучава Кабала. С времето мистичната му интерпретация на юдаизма събира много последователи и към 1740 година се установява в Миенджибуж, откъдето ръководи школата, превърнала се в съвременния хасидизъм.
Баал Шем Тов умира на 22 май 1760 година в Миенджибуж.